# Isabel de Eslavonia
Isabel de Anjou de Hungría (en húngaro: Anjou Erzsébet) (1352 – 1380) fue una princesa húngara. Duquesa de Eslavonia, Duquesa consorte de Tarento y emperatriz consorte titular del Imperio Latino de Constantinopla. Isabel era nieta del rey Carlos I Roberto de Hungría.

## Biografía
Isabel de Anjou nació en 1352 como hija del príncipe real Esteban de Anjou (hijo del rey Carlos I Roberto de Hungría) y de Margarita de Baviera. Después de la muerte de su hermano menor, Juan (1354-1363), su tío el rey Luis I de Hungría la consideró como heredera al trono húngaro hasta que nació su propia hija María en 1371.
Isabel de Anjou vivió toda su vida estudiando delicadamente las posibles alianzas políticas que podrían formarse con sus matrimonios, y las consecuencias que éstos acarrearía. Su primer prometido fue Jobst de Luxemburgo, magrave de Moravia, posteriormente el Duque Alberto III de Austria, Wenceslao de Luxemburgo, rey bohemio, hasta que finalmente se casó con Felipe II de Tarento el 20 de octubre de 1370 (quien era también emperador titular del Imperio Latino bajo el nombre de Felipe III). Su dote fue la isla de Corfú ubicada en el mar Jónico. Del matrimonio nació un hijo varón, llamado Felipe, quien murió en 1371 a los pocos meses de su nacimiento. Al poco tiempo Isabel de Anjou quedó viuda en 1373. No se casó de nuevo y murió en 1380. 
Fue enterrada en la catedral de San Cataldo en Tarento.